# Казоне Пераци (Потенца)
Казоне Пераци (итал. Casone Perazzi) је насеље у Италији у округу Потенца, региону Базиликата.
Према процени из 2011. у насељу је живело 74 становника. Насеље се налази на надморској висини од 672 м.